# Aigua de Caldes

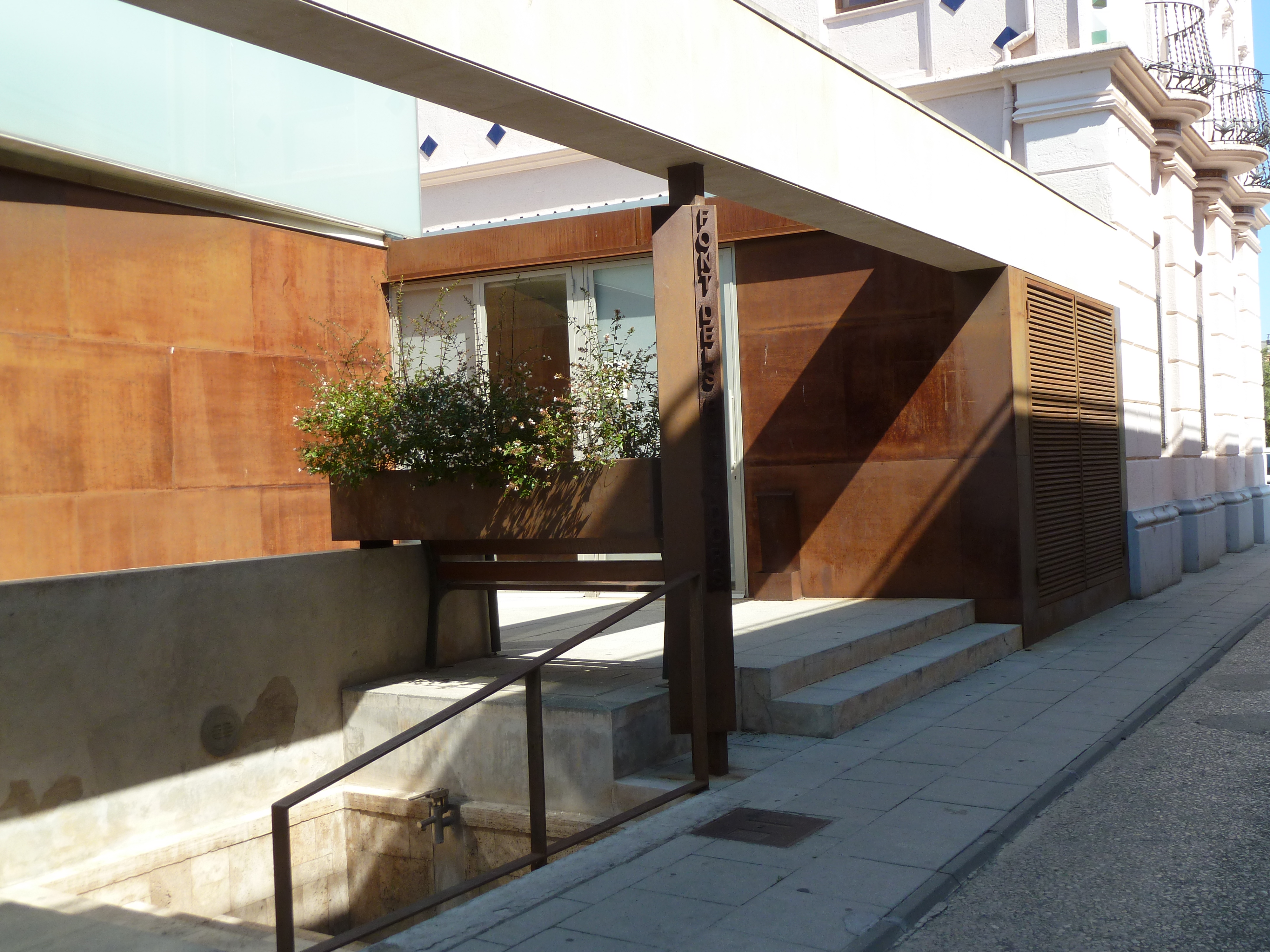
Font dels Bullidors, al Puig de Sant Grau, al costat de les Termes Romanes. L'aigua emergeix a 56 °C

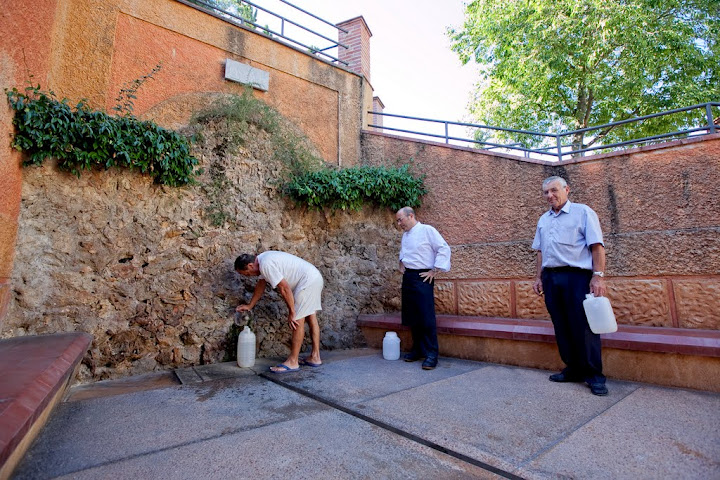
Cua de gent per anar a buscar aigües calentes a la Font de la Mina

L'Aigua de Caldes és el nom amb què popularment es coneix l'aigua termal de Caldes de Malavella.
Les aigües termals de Caldes de Malavella són conegudes des de l'època romana. Les seves propietats curatives són apropiades per al tractament de malalties reumàtiques, dispèpsies, hepatitis, fractures, ferides, i al mateix temps són recomanades per tal de regular les alteracions de l'aparell digestiu, urinari i circulatori. Addicionalment, contràriament al que popularment es pensa, l'aigua amb gas de Caldes, que sorgeix a una temperatura superior a 50º, no afavoreix una pressió arterial alta, sinó que redueix el risc cardiovascular, es comercialitza embotellada.

## La vinculació de l'aigua termal i la població
Al segle i, amb la romanització, Caldes esdevingué nucli urbà gràcies al fet de tenir aigua calenta. És així com Caldes es convertí en una important estació termal anomenada “Aquis Voconis” i, posteriorment, amb l'estatut del dret llatí, Caldes passà a ser municipi: “Aquae Calidae”
És a la segona meitat del segle xix que Caldes es convertí lentament en vila balneària. Els brolladors que ho feren possible venen emmarcats per l'existència de tres turons que configuren una línia de ponent a orient que inclou totes les fonts termals de la població.
En primer lloc el Puig de les Ànimes, que contenia a més de dos brolladors la font de la "Cantera", la font Xica i la font del Fetge.
Al mig del nucli urbà, en el Puig de Sant Grau, s'hi ubicaven les fonts que tradicionalment havien estat objecte d'explotació dels veïns: els Bullidors, el raig de Sant Grau, la font de l'Hospital i la font de Sant Narcís o d'en Pla.
Per acabar, i prop del Puig de les Moleres, la font de la Mina o d'en Xiberta i el Raig o rec d'en Mel, descobertes el 1829 quan s'obrí una mina o rasa per tal d'assecar un camp pantanós.

### Usos a la cuina

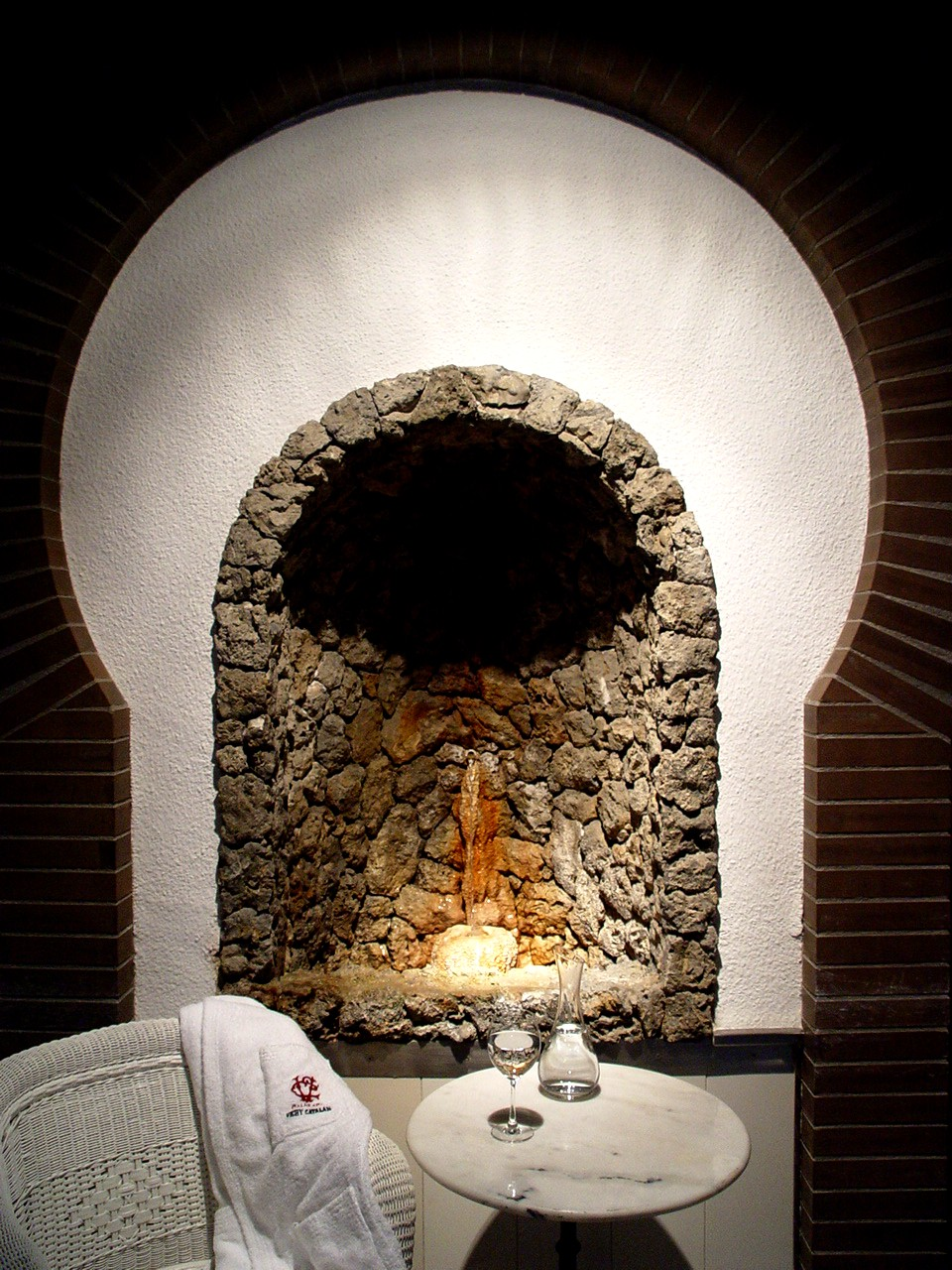
Font termal dins un dels balnearis caldencs

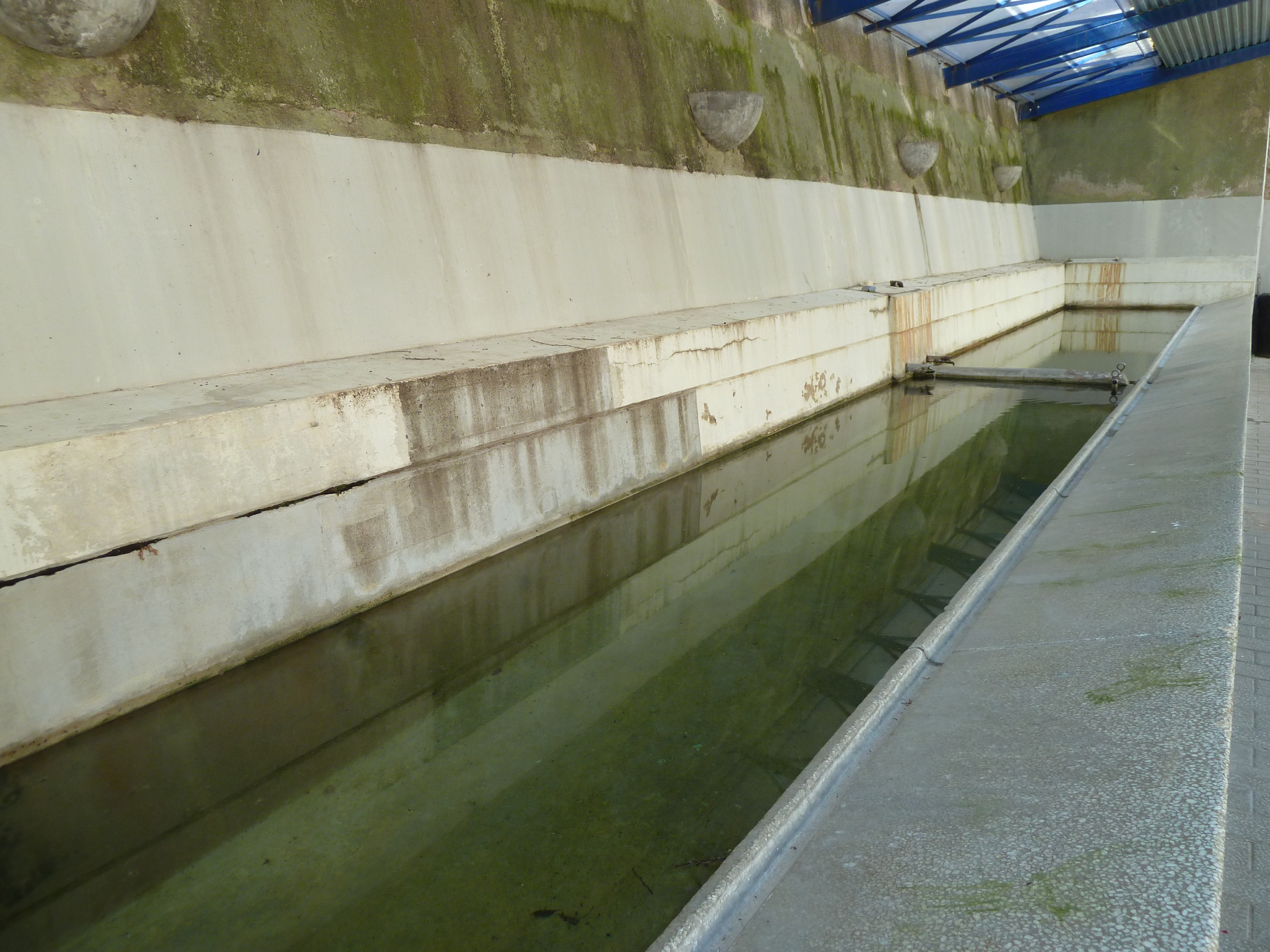
Safaretjos de la Font de la Mina. Inici de la Riera Lleixiu

Recentment batejada com a Cuina Termal, és aquella cuina en la que s'usa l'aigua de Caldes com a base. Hi hauria dos vies per a degustar la cuina termal; una primera seria dirigint-se als restaurants de la població i l'altra anant a buscar l'aigua a les fonts i posteriorment cuinant a casa.
L'aigua termal de Caldes de Malavella, amb hidrogencarbonats naturals té unes propietats mineromedicinals singulars, d'equilibrada composició té uns efectes molt positius en plats com els arrebossats, emulsions, cocció de llegums, cremes, pa, adobs, marinats i fins i tot en alguns productes de pastisseria.
Un exemple de plats elaborats amb aigua de Caldes en els restaurants de la població:

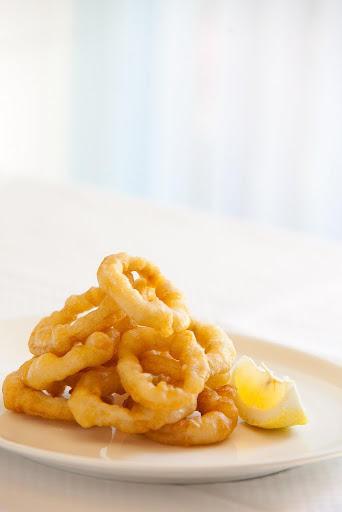
Calamars a la romana, elaborats amb aigua termal

Mongetes de Santa Pau amb guatlles (Balneari Prats)
Garrí de llet cruixent amb fesolets saltats (Cal Nap) 
Calamars a la romana (Hostal Esteba)
Llagostins en tempura de Vichy (Restaurant Delicius)
Esfera Vichy Catalán amb interior de minestra de mol·luscs i verdures (Restaurant Quimera)

A continuació es presenten un seguit de receptes elaborades per diferents xefs amb un prestigi tant a nivell nacional com internacional i que utilitzen com a ingredient diferenciador l'aigua de Caldes de Malavella:

Velouté de crustacis, garotes, fonoll i caviar (Joan Roca, El Celler de Can Roca ‐Girona)
Musclos amb crema de verdures escabetxades, geleé de Malavella i llavors de rosella (Luis Alberto Martínez, Casa Fermín ‐ Oviedo)
Molls amb remolatxa i flor de camamilla (Juan Mari Arzak, Arzak – San Sebastián)
El nostre mojito (Sergi Arola, Gastro ‐ Madrid)
Pastilla de caipirinya d'estragó (Ferran Adrià, El Bulli ‐ Roses)
Farcellets de llagostins, carbassa i carbassó (Carme Ruscalleda, Sant Pau – Sant Pol de Mar)